# Nishinoue Hayato
Nishinoue Hayato (sinh ngày 21 tháng 2 năm 1996) là một cầu thủ bóng đá người Nhật Bản.

## Sự nghiệp câu lạc bộ
Nishinoue Hayato hiện đang chơi cho Fujieda MYFC.